# Cavernes d'aragonite de Zbrašov

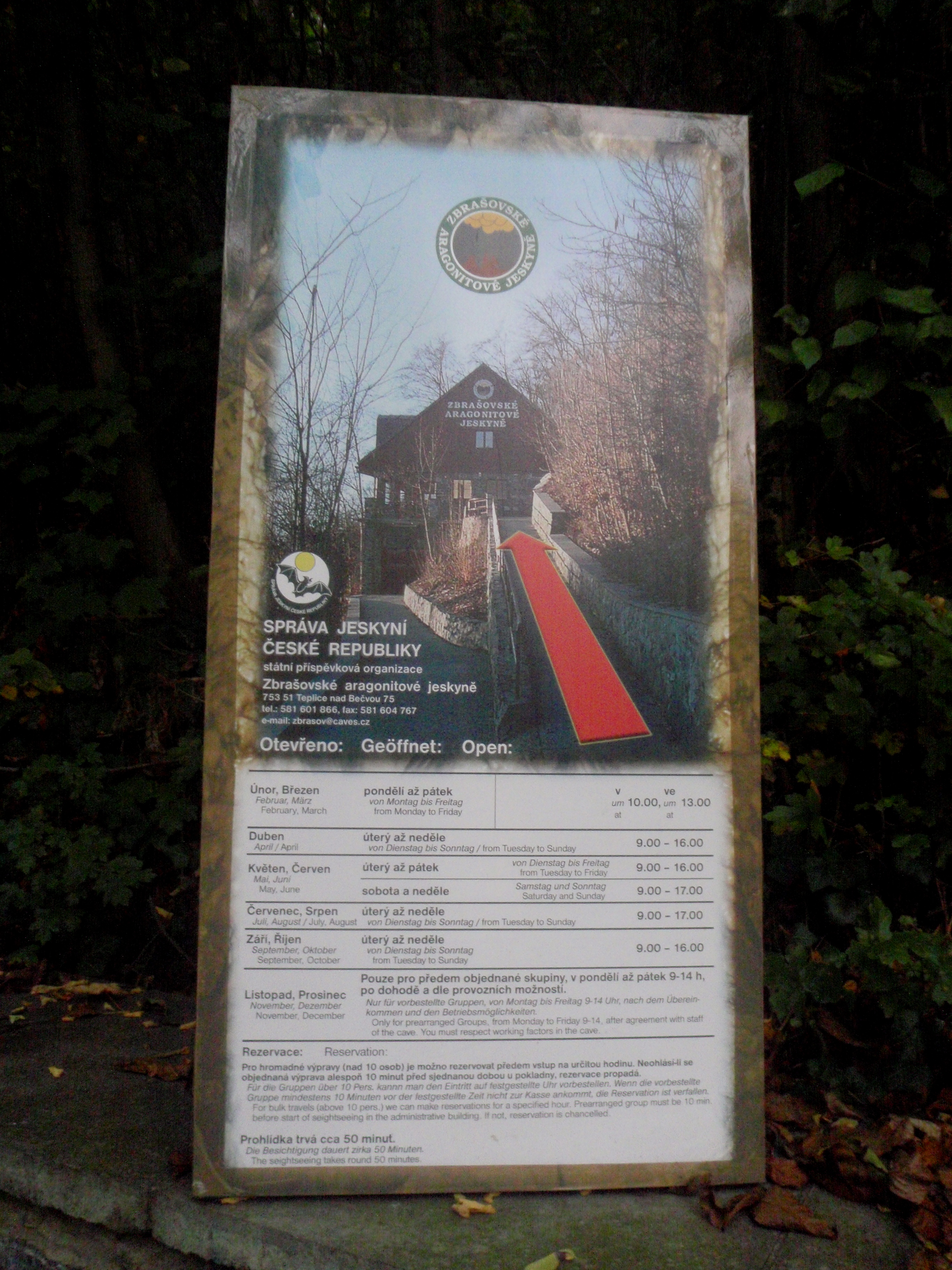
Panneau d'Information sur le système de grotte

Les cavernes d'aragonites de Zbrašov sont une zone protégée dans le district de Přerov, République tchèque, qui ont été proclamées comme un Monument Naturel National (Národní přírodní památka ou NPP) afin de protéger d'importantes régions de karst hydrothermal de l'Europe. Ils comprennent les grottes d'aragonite ainsi que les forêts environnantes. Découvertes en 1912 et ouvertes au public en 1926, les grottes ont été créées à la fois par de l'eau de surface et les sources souterraines d'eau minérale riche en dioxyde de carbone qui sont utilisés dans les spas dans les villages à proximité et de la station thermale de Teplice nad Bečvou.